# Berto Rosas
Pour les articles homonymes, voir Rosas.
Berto Rosas, né le 19 août 2002 à Andorre-la-Vieille, est un footballeur international andorran qui évolue au poste d'avant-centre au FC Andorra.

## Biographie

### Carrière en club
Né à Andorre-la-Vieille, Berto Rosas est formé par le FC Andorra, mais commence sa carrière senior en prêt à l'Atlético Monzón en championnat d'Espagne de cinquième division en 2021,. 
À l'été 2022, après avoir marqué 16 buts pour l'équipe de Monzón, il renouvelle son contrat avec l'Andorra jusqu'en 2025 puis est prêté à l'Utebo FC, en quatrième division espagnole,.
Après avoir inscrit 11 buts en une demi-saison, il est prêté avec option d'achat au Betis Deportivo — la réserve du Betis Séville — en janvier 2023, avec lesquels il continue à jouer en championnat d'Espagne de quatrième division,,,.
Malgré une fin de saison 2022-23 prometteuse, où il marque ses premiers buts avec les sévillans, il passe toute la première partie de la saison 2023-24 blessé,, parvenant toutefois à revenir à temps pour prendre part aux barrages de promotion victorieux qui envoient l'équipe en troisième division.
De retour avec le club d'Andorre, qui vient d'être relégué de la deuxième division, Rosas s'illustre en match de pré-saison à l'été 2024, buteur entre autres lors de la victoire 1-0 contre le Villarreal B en amical.
Seul andorran de l'effectif, il fait des débuts remarqués par la presse nationale, entrant en jeu dans les derniers instants d'une défaite 1-0 chez le Bilbao Athletic le 25 août 2024,,,.

### Carrière en sélection
Déjà international andorran jusqu'à l'équipe espoirs, Rosas est convoqué pour la première fois avec l'équipe senior d'Andorre en novembre 2021. Il honore sa première sélection le 12 novembre 2021, lors d'un match de qualification pour la Coupe du monde 2022 contre la Pologne, à domicile.